# Монтгомери, Ричард
Ричард Монтгомери (англ. Richard Montgomery; 2 декабря 1738, Дублин — 31 декабря 1775, Квебек) — ирландский военный деятель, служивший в британской и американской армиях. Участник Семилетней войны и войны за независимость США.

## Биография
Монтгомери родился в Дублине, окончил Тринити-колледж.
В 1756 году он вступил в ряды британской армии и через шесть лет дослужился до звания капитана. Служил в Северной Америке во время Семилетней войны, участвовал в осаде Луисбурга, в битве при Карильоне и во взятии Монреаля. Позже Монтгомери принимал участие в сражениях на Мартинике и Кубе.
В 1772 году Монтгомери ушёл из армии, поселился в Нью-Йорке и женился на дочери местного политика, Роберта Ливингстона. С началом войны за независимость США он вступил в ряды Континентальной армии и сразу получил звание бригадного генерала.
В июне 1775 года Монтгомери руководил вторжением американских войск в Канаду. Несмотря на плохую погоду и низкую дисциплину солдат, поначалу ему сопутствовал успех, был взят форт Сен-Жан. Объединившись с Бенедиктом Арнольдом, Монтгомери повёл войска на Квебек. В начале декабря 1775 года Монтгомери было присвоено звание генерал-майора. 31 декабря он был убит вскоре после начала штурма Квебека. Американские войска проиграли сражение, Канадская кампания также обернулась неудачей.
Генерала Монтгомери с почестями похоронил британский гарнизон Квебека. Позже в Нью-Йорке был установлен памятник, в 1818 году туда были перенесены его останки. Именем генерала Монтгомери названа столица штата Алабама, а также несколько населённых пунктов и округов по всей стране.